# Martina Castells i Ballespí
Martina Castells i Ballespí (Lleida, 23 de juliol de 1852 - Reus, 21 de gener de 1884) fou una metgessa catalana, coneguda per ser una de les tres primeres dones de l'Estat espanyol –juntament amb Maria Elena Maseras i Dolors Aleu– a matricular-se (l'any 1877) i llicenciar-se (l'any 1882 en Medicina, per la Universitat de Barcelona). Un cop llicenciada, Martina Castells fou la primera dona que va assolir el doctorat, el 4 d'octubre de 1882, quatre dies abans que ho fes Dolors Aleu.
Neta i filla de metges, Martina Castells fou apadrinada per Josep de Letamendi perquè aconseguís els permisos necessaris per llicenciar-se. S'especialitzà en pediatria i es traslladà a Reus, on treballà a l'Hospital Militar i a l'Institut Pere Mata.
Castells morí en aquesta ciutat als trenta-un anys (1884), víctima d'una nefritis ocorreguda durant el seu primer embaràs.

## Família
Martina Castells va pertànyer a una família de metges lleidatans, filla de Martí Castells i Melcior (Almenar, 1813 – Barcelona, 20 d'abril de 1887) i de Lluïsa Ballespí. Cal destacar el seu pare, Martí Castells, ja que va completar la seva pràctica mèdica amb una obra social i escrita. Es va llicenciar en Medicina a finals de 1840 i va fer el doctorat l'any 1858. El 1841 va començar a exercir a Lleida, a la plaça Sant Joan, enfocant la seva activitat en els camps de la medicina privada i de la hidroteràpia, on es dedicava especialment a les malalties nervioses, en particular de la dona i de la infància. L'any 1851 va iniciar l'especialització com a metge de banys, amb la direcció del Balneari de Caldes de Boí. Més tard va dirigir els balnearis de l'Espluga de Francolí, Caldelas de Tui (Pontevedra), Carballo i Caldes de Montbui.
Camil, el germà de Martina, també va contribuir al progrés de la medicina lleidatana impulsant la creació del Col·legi de Metges i el Balneari d'Alcarràs. L'avi del doctor Martí Castells, Bernat Castells (Tremp, ¿? - ¿? Ca. 1828), fou un cirurgià llatí de dos exàmens, graduat el 1778 a Barcelona i que va exercir a Àger i Camarasa. El pare de Martí Castells, Pere Castells i Sapiens (Camarasa, 1784), fou metge de Camarasa i esporàdicament, de l'Hospital Militar de Tremp (1839) i de Sant Salvador de Toló.

## Estudis
L'any 1874 va iniciar el segon ensenyament a l'Institut de Lleida i va obtenir el Batxillerat el 26 de juny de 1877 amb la qualificació d'aprovat, constant com l'única dona de la seva promoció. En aquesta època va destacar en les assignatures de fisiologia i higiene de 3r curs, en les quals va obtenir la qualificació d'excel·lent i premi. Aquell mateix any es va traslladar a Barcelona on, en només dos anys, es va llicenciar en Medicina i va obtenir dos premis extraordinaris per mèrits acadèmics.
Posteriorment va realitzar la seva tesi doctoral titulada Educación física, moral e intelectual que debe darse a la mujer para que contribuya en grado máximo a la perfección y la dicha de la Humanidad, i el 29 d'octubre de 1882, a l'edat de 28 anys, fou investida doctora.
Durant la seva època universitària va comptar amb el suport i la influència del cèlebre doctor Josep de Letamendi, professor de la Universitat de Barcelona i amic de la família Castells. Letamendi havia estat catedràtic d'Anatomia i Dissecció a Barcelona quan ella feia aquestes assignatures entre els anys 1877 i 1879. Letamendi considerava el doctorat de Martina Castells com un fet heroic, tenint en compte el rebuig de la societat d'aquella l'època, i fins i tot al seu despatx de Madrid tenia penjada en un lloc ben visible, una fotografia de la Martina vestida amb roba doctoral.

## Tesi doctoral
La tesi amb què Martina Castells va obtenir el seu doctorat el 29 d'octubre de 1882 es titulava “Educación física, moral e intelectual que debe darse a la mujer para que contribuya en grado máximo a la perfección y la dicha de la Humanidad”. El tema de fons era l'educació de la dona, el qual l'autora considerava un tema de gran actualitat i importància en el camp de la higiene.
La tesi estava centrada en tres punts: la mare i la filla, l'evolució de la representació de la dona al llarg de la història i la relació entre l'educació femenina i la felicitat individual. Estava convençuda que la dona era la base del benestar social.
El tribunal, format pels professors Juan Magaz (president), José Calvo, Andrés del Busto, Francisco Santana (secretari) i un altre vocal, va aprovar la tesi per unanimitat.

## Controvèrsia
Segons José de Letamendi, mestre i mentor de Martina Castells en els seus anys universitaris i de doctorat, Martina va ser la primera doctora en Medicina d'Espanya. Aquesta afirmació ha estat motiu de controvèrsia, ja que alguns afirmen que la primera doctora en Medicina d'Espanya va ser la barcelonina Dolors Aleu i Riera.
Dos doctors lleidatans, Manuel Camps Surroca i Manuel Camps Clemente, van demostrar en un rigorós estudi publicat al Butlletí Mèdic del Col·legi de Metges de Lleida que Martina Castells va ser efectivament la primera doctora en Medicina de l'estat espanyol.
Dolors Aleu i Riera va sol·licitar examinar-se de doctorat el 27 de setembre de 1882 i el rector li va admetre la sol·licitud el 4 d'octubre. S'examinà el 6 d'octubre i fou qualificada amb un aprovat. No consta, però, que fos investida doctora, cosa que s'acostumava a fer en una cerimònia solemne uns dies després d'haver aprovat l'examen.
Martina Castells va sol·licitar examinar-se de doctorat el 25 de setembre de 1882 i el 3 d'octubre va ser admesa la seva sol·licitud pel rector. S'examinà el 9 d'octubre i va obtenir la qualificació d'aprovat. Fou investida doctora el 27 d'octubre de 1882.

## Etapa final de la seva vida
Després d'obtenir el doctorat, va conèixer Antoni Constantí, un comandant metge reusenc destinat a la Clínica Militar de l'Institut Pere Mata de Reus, ciutat on es van establir en casar-se. Per consell del doctor Letamendi, Martina Castells es va dedicar a la pediatria. Però el 21 de gener de 1884, quan la Martina tenia gairebé 32 anys i estava a punt de ser mare, va morir a causa d'un embaràs molt difícil i penós, complicat per una nefritis gravídica.

## Llegat

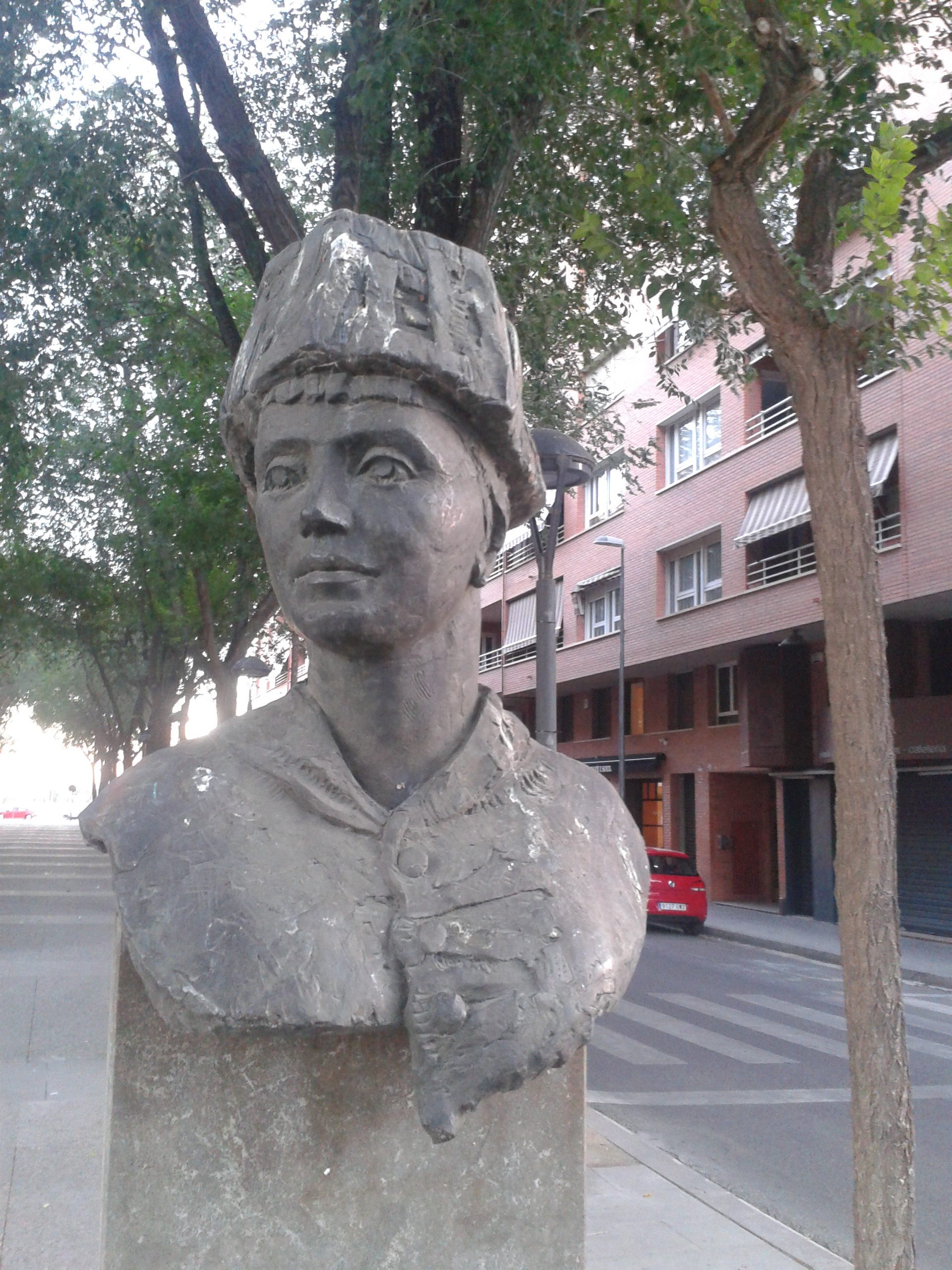
Bust de Martina Castells, instal·lat a la rambla que duu el seu nom a Lleida

La societat lleidatana ha volgut honorar Martina Castells amb diferents reconeixements i iniciatives:
- Una rambla al barri de Cappont.
- El Col·lectiu Cultural Cappont va batejar el 5 de juny de 1999 una geganta amb el seu nom, vestida amb vestits de la seva època i amb maletí de metgessa i un fonendoscopi a la mà.
- El Col·lectiu Cultural Cappont va promoure la iniciativa de la confecció d'un bust de bronze, obra de l'escultor targarí Miquel Gaston, i que ha estat col·locat a la rambla de Martina Castells.[7]

A Barcelona també han volgut honrar la metgessa amb una placeta i parc infantil al Raval, amb aquest nom des del 2013.